# David Copperfield
David Copperfield (născut David Seth Kotkin; n. 16 septembrie 1956, Metuchen⁠(d), New Jersey, SUA) este un iluzionist american, descris de către Forbes ca fiind magicianul cu cel mai mare succes comercial din istorie. Show-urile sale de televiziune au câștigat 21 de Premii Emmy, dintr-un total de 38 de nominalizări. Cel mai bine cunoscut pentru combinația dintre povestire și iluzie, cariera de peste 30 de ani a lui Copperfield i-a adus 11 Guinness World Records, o stea pe Hollywood Walk of Fame, rangul de cavaler din partea Guvernului Francez. și a fost numit Legendă Vie a Bibliotecii Congresului SUA.
Copperfield a vândut până acum mai mult de 40 milioane bilete la spectacolele sale și a avut încasări ce au depășit 4 miliarde de dolari, mai mult decât oricare alt entertainer din istorie.

## Tinerețe și educație
Copperfield s-a născut David Seth Kotkin în Metuchen, New Jersey, fiul părinților evrei Rebecca Kotkin (născută Gispan; 1924–2008), ajustator de asigurări, și Hyman Kotkin (1922–2006), care a deținut și a operat Korby's, o mercerie pentru bărbați din Warren, New Jersey. Mama sa s-a născut la Ierusalim, în timp ce bunicii săi paterni erau emigranți evrei din RSS Ucraineană (Ucraina de astăzi). În 1974 a absolvit Liceul Metuchen. 
Când avea 10 ani, a început să practice magia ca „Davino the Boy Magician” în cartierul său, iar la 12 ani, a devenit cea mai tânără persoană admisă în Societatea Magicienilor Americani.  Timid și singuratic, tânărul Copperfield a văzut magia ca pe o modalitate de a se potrivi și, mai târziu, de a întâlni femei. În copilărie, a participat la Camp Harmony, o tabără de zi din Warren, New Jersey, în apropiere, unde a început să practice magia și ventrilocismul, experiență căreia îi atribuie stilul său creativ. El a spus: „La Camp Harmony, am petrecut două săptămâni căutând un ghid care fusese răpit de indieni. A fost doar un joc, dar îl trăiam. Întreaga mea viață se întoarce la acea experiență în tabără când aveam trei sau patru ani”. În adolescență, a devenit fascinat de Broadway și s-a strecurat frecvent în spectacole, în special în muzicale care prezentau lucrările lui Stephen Sondheim sau Bob Fosse. Până la vârsta de 16 ani, preda un curs de magie la Universitatea din New York.

## Interese de carieră și de afaceri
La 18 ani, Copperfield s-a înscris la Universitatea Fordham din New York, cu sediul în iezuit, dar la trei săptămâni după primul an a plecat pentru a juca rolul principal în musicalul The Magic Man din Chicago. Atunci a adoptat numele de scenă David Copperfield, extras din celebrul roman al lui Charles Dickens, pentru că îi plăcea sunetul acestuia. A cântat, dansat și a creat majoritatea iluziilor originale folosite în spectacol. The Magic Man a devenit cel mai longeviv muzical din istoria divertismentului în Chicago. 
La vârsta de 19 ani, a creat și a fost titular timp de câteva luni la primul spectacol „Magia lui David Copperfield”,de la Hotelul Pagoda din Honolulu, Hawaii, cu ajutorul designerului de sunet și lumini Willy Martin.

## Realizări și premii

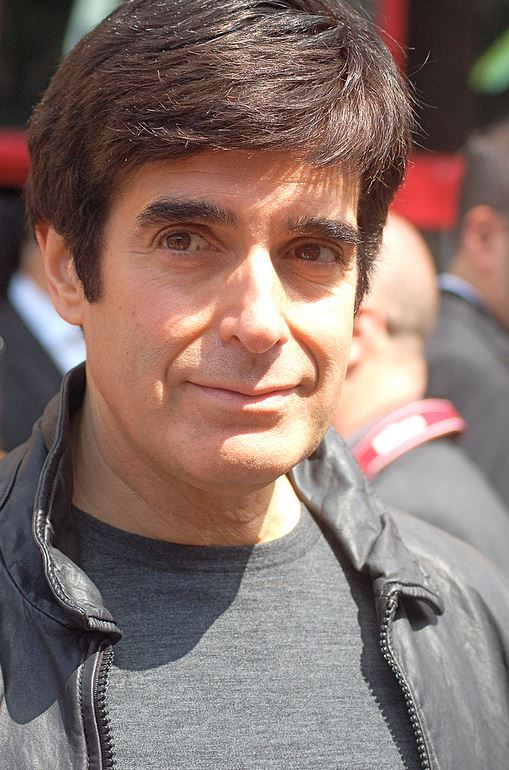
Copperfield in April 2013

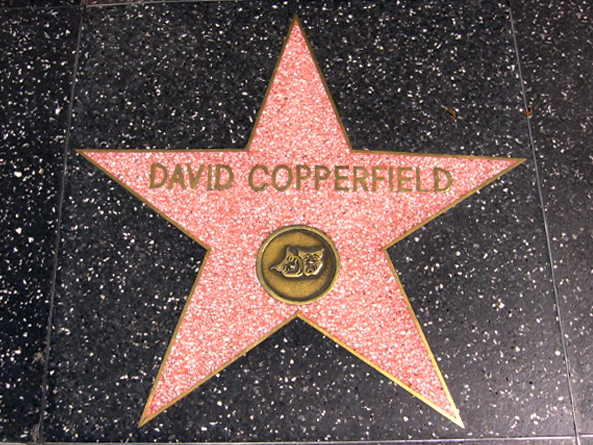
Steaua lui David Copperfield pe Hollywood Walk of Fame

- Societatea Magicienilor Americani, "Magicianul secolului" și "Regele Magiei";
- 21 premii Emmy din 38 nominalizări;
- a primit premiul "A Living Legend" din partea "Library of Congress";
- primul magician în viață cu o stea pe Hollywood Walk of Fame;
- a primit gradul de cavaler din partea Guvernului Francez, primul acordat vreodată unui magician;
- a fost numit "Magicianul Anului" în 1980 și 1987, de Academy of Magical Arts;
- locul 80 în topul Forbes "The Celebrity 100" pe anul 2009, având câștiguri de 30 milioane de dolari.

### Guinness World Records
David Copperfield deține 11 recorduri mondiale Guinness, inclusiv pentru încasări și numărul de spectatori.

## Filmografie
- Terror Train (1980) - Magician
- Mister Rogers' Neighborhood (1997) - rolul său
- Scrubs, episodul"My Lucky Day" (2002) - rolul său
- Oh My God (2009) - rolul său[17]
- America's Got Talent (2010) - rolul său
- The Simpsons, episodul "The Great Simpsina" (2011) - rolul său (voce)
- [[Magicienii din Waverly Place], episodul "Harperella" (2011) - rolul său
- Burt Wonderstone (2013) - rolul său
- The Amazing Race 24 (2014)
- American Restoration (2014)
- Unity (2015) - narator[18]
- 7 Days in Hell (2015) - rolul său